# Наочники

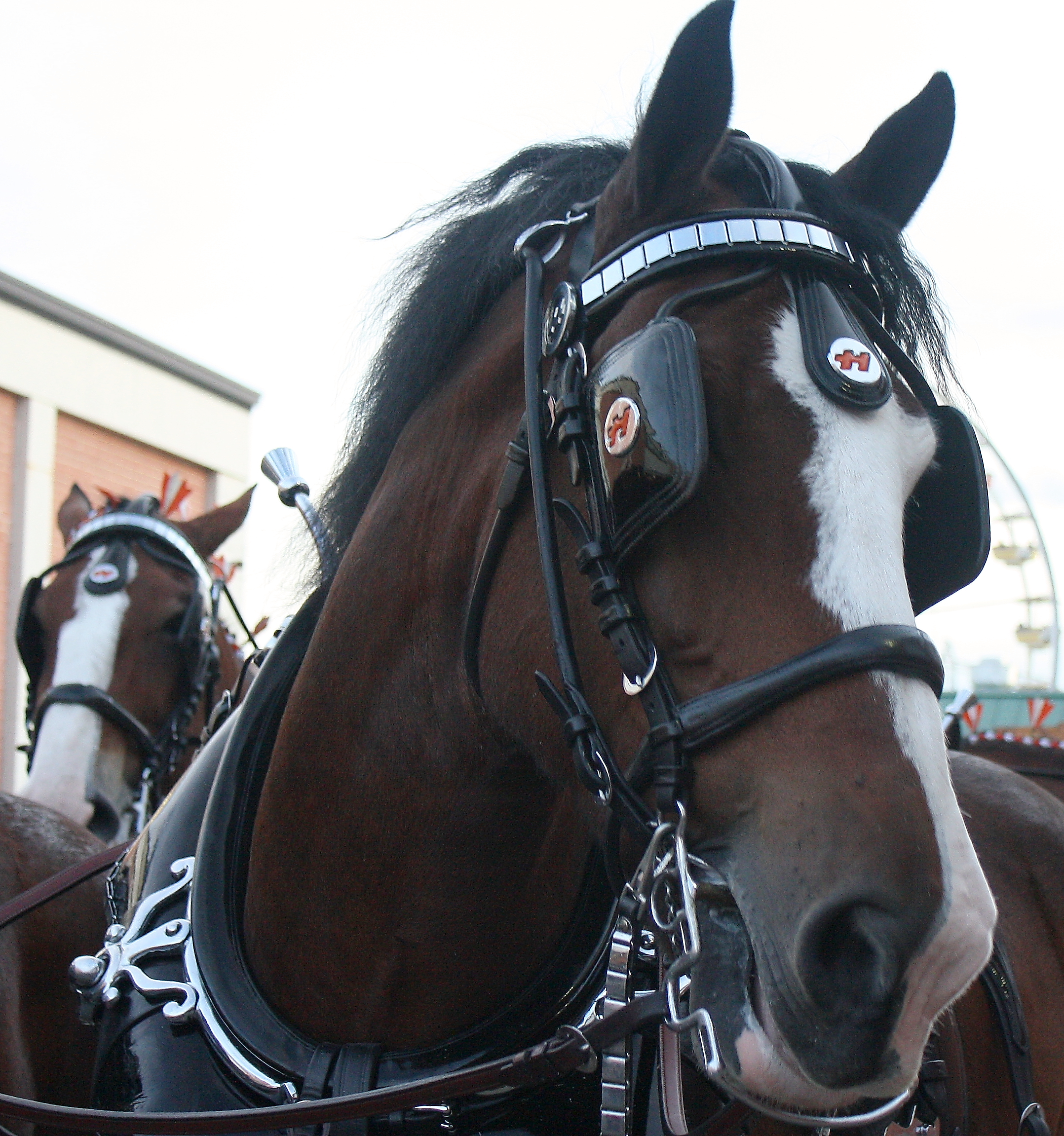
Упряжний кінь з наочниками

Нао́чники, іноді блі́ндери (від англ. blinders), не зовсім точно шо́ри (від сер.-в.-нім. geschirre — «упряж») — бокові щитки на вуздечці, прикріплені біля очей коня для того, щоб він не лякався. Зокрема, використовуються в коней, що рухаються у групі (спортивних коней під час перегонів, упряжних у запрягу).

## Опис
Наочники зазвичай мають квадратну форму, виготовляються зі шкіри чи литого пластику. Розташовуються збоку очей коня, кріпляться до вуздечки чи до спеціального каптура. Наочники з маленькими отворами, які уможливлюють обмежений задній огляд, відомі як «забрала» (англ. visors, фр. visières).
Не всі коні добре переносять наочники, деякі приходять у неспокій, якщо не бачать навколишнього.

### В упряжі
В однокінній запряжці наочники необов'язкові. У багатокінних запрягах вони використовуються частіше, виконуючи такі функції:
- Заважають коневі бачити те, що відбувається в нього по сторонах, таким чином збільшуючи його концентрацію і слухняність. Упряжні коні можуть лякатися на оживлених міських вулицях[5].
- Захищають очі коней від ударів хлистом, зокрема, якщо погонич недосвідчений[5].
- Захищають очі коней від муляння віжками й іншими частинами упряжі. Коні, що йдуть у парі близько один до одного, можуть завдати собі пошкодження деякими частинами збруї (наприклад, кільцями). Корінники можуть пошкодити очі віжками, які йдуть від вудил виносних (ці віжки проходять через спеціальне кільце на вуздечці корінника, на рівні його очей)[5].

### Верхові коні

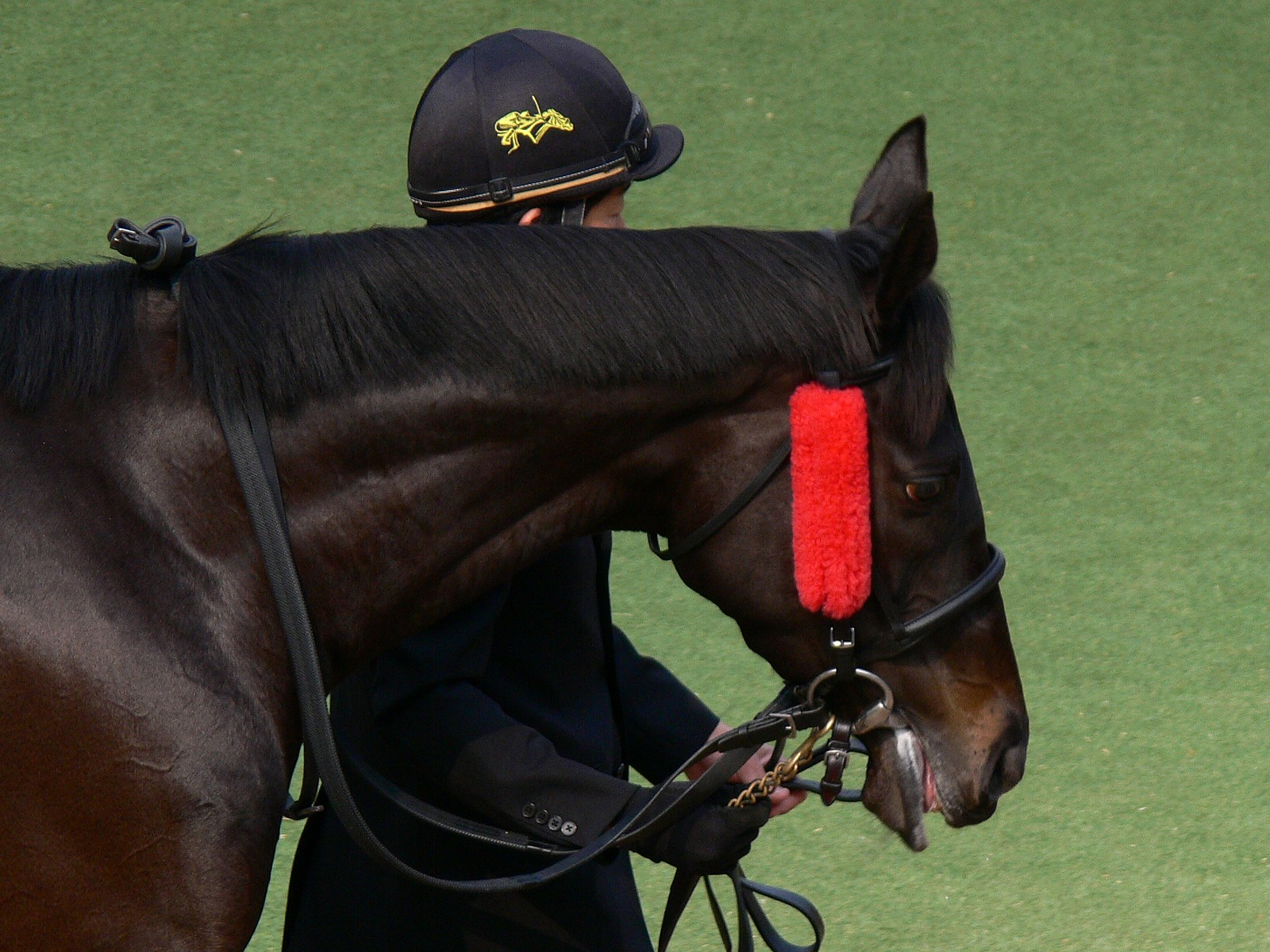
Австралійські наочники

У кінному спорті наочники застосовуються на тих скакових конях, які легко відволікаються суперниками, лякливих, чи тих, що надто хитають головою. Австралійські наочники мають іншу форму, ніж упряжні: вони складаються зі шматка овечої шкури (чи поролону), рухомо закріпленого на вуздечці, вони заважають тварині бачити позаду себе, але не по сторонах.